# リンゴンベリー・ジャム

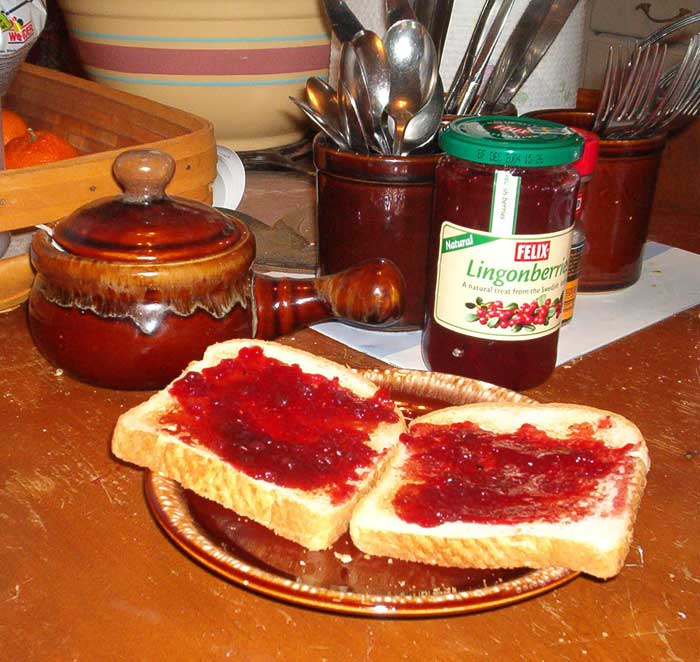
リンゴンベリー・ジャムとトースト

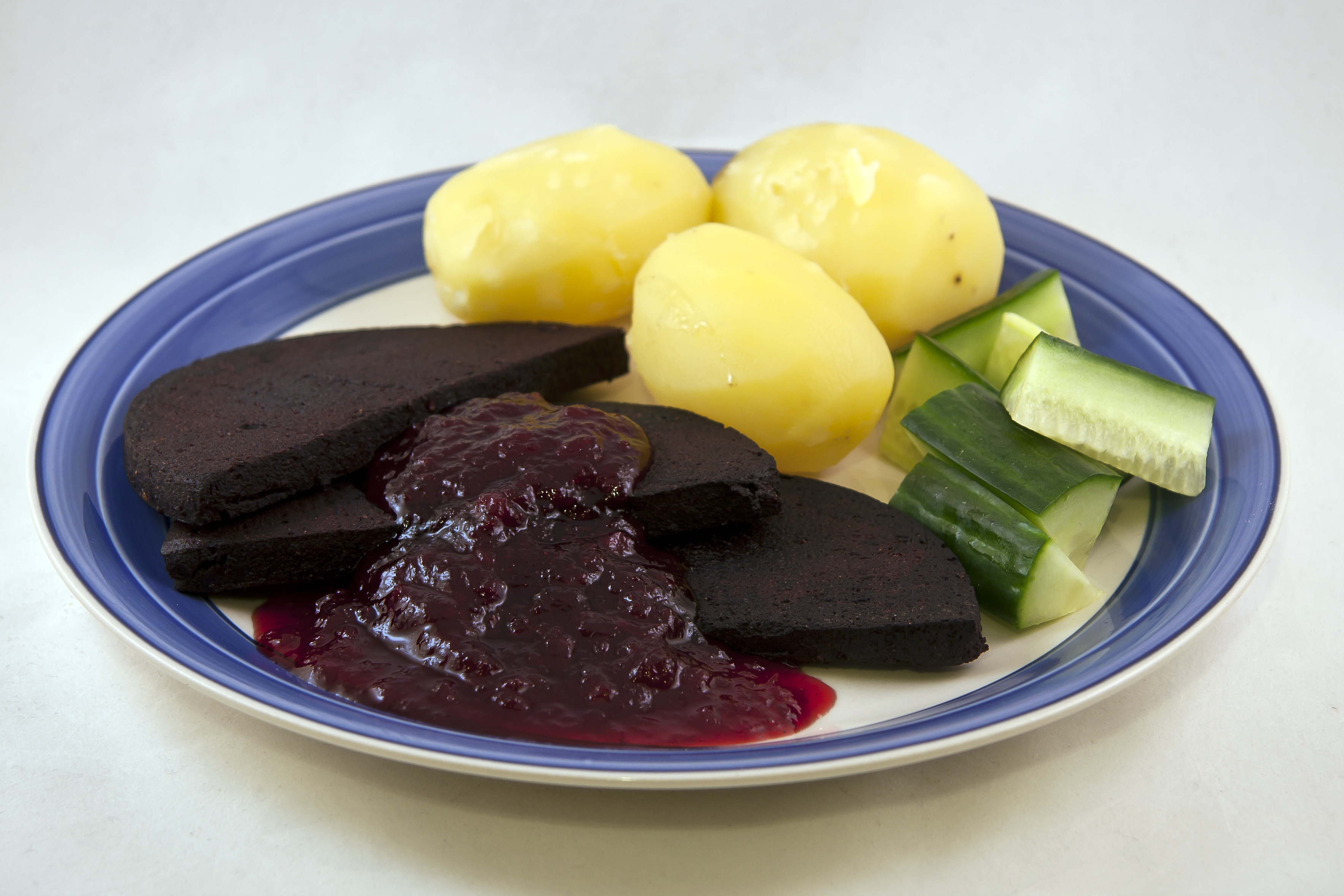
スウェーデン産ブラッドソーセージにかけられたリンゴンベリー・ジャム

リンゴンベリー・ジャム（lingonberry jam, スウェーデン語: lingonsylt, ノルウェー語: tyttebærsyltetøy, エストニア語: pohlamoos, フィンランド語: puolukkahillo）とは、コケモモ（リンゴンベリー）から作られるスカンジナビア料理の定番食品である。
コケモモは北ヨーロッパ内陸の森林地帯に豊富に自生し、簡単にジャムに加工でき、保存が容易であり、ビタミンCの含有量も多いためにクロップカーカ、ピーテパルト、ポテトケーキ、ロールキャベツ（スウェーデン語: kåldolmar）、ブラッドソーセージといった伝統料理のつけ合わせとしては非常に一般的なものである。現在ではジャムとしてパンケーキに添えたり、ミートボール、ビーフ・シチューやもつ料理といった肉料理、地域によっては揚げたニシンの薬味として添えられている。マッシュポテトや伝統的なオートミールには、シナモンや少量の砂糖やシロップと共にリンゴンベリー・ジャムが供されることがある。
高品質のリンゴンベリー・ジャムはベリーと砂糖に適宜少量の水を加えて作られる。廉価品にはリンゴまたはペクチン、あるいはその両方を添加したものがある。ベリーに含まれる安息香酸の働きにより、人工の防腐剤を必要としない。最高品質のリンゴンベリー・「ジャム」は加熱せずに生のまま単にベリーと砂糖を混ぜて作る。このように作られたものは「スウェーデン語: rårörda lingon」や「ノルウェー語: rørte tyttebær」（生混ぜリンゴンベリー）と呼ばれる。
イケアの店舗で大容量容器入りのリンゴンベリー・ジャムが販売されているため、北アメリカでも一般的な食品となってきている。
コケモモ（学名：Vaccinium vitis-idaea）は北アメリカのアラスカ州からラブラドール地方にかけてはロウブッシュ・クランベリー（'lowbush' cranberry）やパートリッジ・ベリー（partridge berry）という名称で知られ、クランベリーと同じスノキ属の植物である。